# Kreisgericht Paderborn
Das Kreisgericht Paderborn war von 1849 bis 1879 ein preußisches Kreisgericht mit Sitz in Paderborn.

## Geschichte
Die „Verordnung über die Aufhebung der Privatgerichtsbarkeit und des eximierten Gerichtsstandes sowie über die anderweitige Organisation der Gerichte“ vom 2. Januar 1849 hob die Patrimonialgerichtsbarkeit auf. Gleichzeitig wurde das Appellationsgericht Paderborn geschaffen, dem Kreisgerichte, darunter das Kreisgericht Paderborn zugeordnet waren. Sein Sprengel umfasste den Kreis Paderborn und den größten Teil des Kreises Düren mit den Städten Bielefeld, Delbrück und Salzkotten. Der Sprengel umfasste 73.382 Gerichtseingesessene. Das Kreisgericht Herford war Schwurgericht für die Bezirke der Kreisgerichte Paderborn, Höxter und Warburg. Gerichtskommissionen/-deputationen wurden in Büren, Delbrück, Fürstenberg, Lichtenau und Salzkotten eingerichtet. Am Gericht waren ein Direktor und 15 Kreisrichter beschäftigt.
Mit den Reichsjustizgesetzen wurden die Gerichte im Deutschen Reich vereinheitlicht. Das Kreisgericht Paderborn wurde 1879 aufgehoben. Neu eingerichtet wurde nun das Amtsgericht Paderborn im Bezirk des Landgerichtes Paderborn.

## Gerichtsdeputation Büren
Im Büren bestand bis 1849 das Land- und Stadtgericht Büren. An der Gerichtsdeputation Büren bestanden 3 Richterstellen. Der Sprengel der Gerichtsdeputation Büren umfasste die Ämter Büren und Atteln.
Die Gerichtsdeputation Büren wurde 1879 aufgehoben und das Amtsgericht Büren gebildet.

## Gerichtskommission Salzkotten
An der Gerichtskommission Salzkotten bestanden 2 Richterstellen. Der Sprengel der Gerichtskommission Salzkotten umfasste die Stadt Salzkotten und die Ämter Salzkotten und Boke.
Die Gerichtskommission Salzkotten wurde 1879 aufgehoben und das Amtsgericht Salzkotten gebildet.

## Gerichtskommission Lichtenau
An der Gerichtskommission Lichtenau bestand 1 Richterstelle. Der Sprengel der Gerichtskommission Lichtenau umfasste das Amt Lichtenau ohne den Gemeinde Kleinenberg.
Die Gerichtskommission Lichtenau wurde 1879 aufgehoben und das Amtsgericht Lichtenau gebildet.

## Gerichtskommission Fürstenberg
An der Gerichtskommission Fürstenberg bestand 1 Richterstelle. Der Sprengel der Gerichtskommission Fürstenberg umfasste das Amt Wünnenberg ohne die Gemeinden Westheim und Oesdorf.
Die Gerichtskommission Fürstenberg wurde 1879 aufgehoben und das Amtsgericht Fürstenberg gebildet.

## Gerichtskommission Delbrück
An der Gerichtskommission Delbrück bestand 1 Richterstelle. Der Sprengel der Gerichtskommission Delbrück umfasste das Amt Delbrück ohne die Gemeinden Hövelhoff und Stuckenbrock.
Die Gerichtskommission Delbrück wurde 1879 aufgehoben und das Amtsgericht Delbrück gebildet.